# محمد إبراهيم (ممثل)
محمد إبراهيم (7 يناير 1955) هو ممثل ومذيع وممثل صوت لبناني.

## فيلموغرافيا

### تلفاز
- سارة - سماح. 2009
- مجنون ليلى - والد ليلى. 2008
- دكتور هلا - نديم. 2008[3]
- صائمون... ولكن. 2005
- الينابيع. 2004
- سمع وأطاع. 1997
- فردوس الكلمات. 1987

### أدوار الدبلجة
- أصحاب الكهف - ماكسيمليان
- المختار الثقفي - المختار الثقفي
- مريم المقدسة - هيرودوس
- غريب طوس - عمرو بن رجاء
- ابن سينا - ابن سينا
- جزيرة الكنز - جيمي
- ساندي بل - مارك
- الجاسوسات - جيري

## وصلات خارجية
- محمد إبراهيم على موقع IMDb (الإنجليزية)
- محمد إبراهيم على موقع قاعدة بيانات الأفلام العربية